# Choi Suchol
Choi Suchol es un escritor coreano.

## Biografía
Choi Suchol nació el 13 de mayo de 1958 en Chuncheon, provincia de Gangwon, Corea del Sur. Después de ir a la escuela de bachillerato Chuncheon, se licenció y realizó un máster de Literatura Francesa en la Universidad Nacional de Seúl. Su tesis doctoral fue sobre las obras de Michel Butor. Debutó en 1981 al ganar el Concurso Literario Nueva Primavera patrocinado por el periódico Chosun Ilbo con la historia "Ángulo muerto" (Maengjeom). También ha enseñado Escritura Creativa en la Universidad Hanshin.

## Obra
El punto de partida de las obras de ficción de Choi Suchol es la afirmación de que la comunicación genuina es imposible en la cultura moderna. Esta afirmación es la base de sus primeras obras, como "Torre en el aire" (Gongjung nugak), en el que el protagonista quiere comunicarse con el mundo pero no puede. "Meditaciones sobre el sonido" (Sorie daehan myeongsang), "Consideraciones sobre la mirada" (Siseongo) e "Historias secretas sobre el cuerpo" (Mome daehan eunmilhan iyagideul) resucitan formas de comunicación grabadas en el cuerpo como posibles alternativas al lenguaje escrito. La búsqueda de formas de comunicación que acaben con el lenguaje real continúa en "Tema, registro, fósil" (Hwadu, girok, hwaseok), La muerte de un anarquista (Eoneu mujeongbu juuijaui jugeum) y "Eoreumui dogani" (Crisol de hielo). Su método es a menudo clínico: disecciona o alarga el fenómeno observado y lo reconstruye de una forma que evita deliberadamente la posibilidad de reconocimiento. La búsqueda de formas alternativas de comunicación nace del deseo de alcanzar un entendimiento empático con otras personas, un deseo que ve frustrado en el mundo moderno sobresaturado de signos.

## Obras en coreano (lista parcial)
Recopilaciones de relatos
- Torre en el aire (1985)
- Fondo y contorno (Baegyeonggwa yungwak, 1987)
- Tema, registro, fósil (1987)
- Historias secretas del cuerpo (Mome daehan eunmilhan iyagideul)

Novelas
- Desde el interior de una ballena (Gorae baetsogeseo, 1989)
- La muerte de un anarquista (1990)
- El pintor de murales (1992)

## Premios
- Premio Literario Yi Sang (1993)